# María Josefa Sancho de Guerra
Pour les articles homonymes, voir Sancho.
María Josefa Sancho de Guerra (1842 - 1912) est une religieuse espagnole fondatrice des Servantes de Jésus de la Charité et reconnue sainte par l'Église catholique. Connue également comme sainte Marie du Cœur de Jésus, elle est fêtée la 20 mars par l'Église catholique.

## Biographie
Après un essai de vie religieuse chez les servantes de Marie, ministres des malades où elle prend le nom de María Josefa du Cœur de Jésus (María Josefa del Corazón de Jesús), elle fonde en 1871 sa propre congrégation, l'institut des Servantes de Jésus de la Charité, pour l'assistance des malades. Elle dirige son œuvre jusqu'à sa mort, ne cessant de la développer et d'inculquer à ses religieuses son charisme spirituel. Austère avec elle-même, mère Maria Josefa nourrissait son apostolat de sa profondeur spirituelle.
Lors de sa canonisation, Jean-Paul II dira d'elle : « Son profil spirituel nous révèle sa générosité et son dévouement dans l'accueil des paroles du Seigneur, “j'étais malade et vous m'avez visité” ».

## Béatification et canonisation
- 1951 : ouverture de la cause en béatification et canonisation.
- 7 septembre 1989 : Jean-Paul II lui attribue le titre de vénérable.
- 27 septembre 1992 : béatification célébrée place Saint-Pierre, à Rome, par le pape Jean-Paul II[2].
- 1er octobre 2000 : canonisation célébrée place Saint-Pierre, à Rome, par le pape Jean-Paul II[2].

Elle est commémorée le 20 mars selon le Martyrologe romain.